# Pinjemun
Pinjemun är ett fenomen som uppträder hos somliga personer när de ätit pinjenötter. Fenomenet innebär en metallisk, bitter bismak som uppträder efter några dagar och som kan hålla i sig i några dagar eller mer. Fenomenet är hittills oförklarat, men misstänks bero på ämnen i kinesiska pinjenötter. Ibland hävdas att pinjemun uppkommer när man ätit härskna pinjenötter.